# 플로지스톤설
플로지스톤(플로기스톤)설은 모든 가연성 물질에는 플로지스톤(플로기스톤, 영어: phlogiston)이라는 입자가 있어 연소과정에서 플로지스톤이 소모되고, 플로지스톤이 모두 소모되면 연소과정이 끝난다는 옛 학설이다. 1783년 라부아지에가 존재하지 않음을 확인하였다.

## 역사
독일의 화학자 요한 요아힘 베허는 파라셀수스가 주장한 4원소설을 자신이 믿고 있던 연금술에 대응하여 수정했다. 베어는 기본 물질로 물과 기타 3종류의 흙을 주장하였다. 1679년 제자인 G.E. 슈탈은 그 중 기름 성분의 흙을 '플로지스톤'으로 명명하고, 물질이 타기 위하여 필요한 기본입자라고 주장했다.
이후 플로지스톤에 기반한 플로지스톤 학설은 당시에 발견되었던 많은 화학현상을 설명하기 위하여 사용되었다. 또한 종교적 교의의 '혼'의 개념과, 4원소설로 대표되는 민간의 연금술과 일맥상통하는 면 때문에 대중에게도 널리 믿어졌다. 그러나 화학현상들을 설명하는 과정에서 설명하기 힘든 현상들을 설명하기 위해 무리한 가정들을 추가하였으며, 그 과정에서 모순을 느낀 학자들이 플로지스톤 설에 대해 의문을 제기하기 시작하였다. 결국 1783년 프랑스의 화학자 라부아지에가 플로지스톤은 존재하지 않음을 실험적으로 증명했다.